# Laverne Harding
Laverne Harding (10 octobre 1905 en Louisiane - 25 septembre 1984) est une animatrice américaine. Larverne Harding est l'une des premières femmes du monde de l'animation et a travaillé plus de 50 ans dans ce milieu dont le studio Walter Lantz Productions

## Biographie
Après une enfance en Louisiane, elle emménage en 1932 à Los Angeles et étudie le dessin au Chouinard Art Institute.
En 1934, elle est engagée par le studio Walter Lantz Productions pour lequel elle travaille jusqu'en 1960. Elle participe à la série Woody Woodpecker dont elle redessine le personnage principal vers 1950, aspect qu'il gardera jusqu'en 1999.
Elle quitte le studio de Lantz pour rejoindre Hanna-Barbera et la série Yogi l'ours puis DePatie-Freleng Enterprises et la série La Panthère Rose